# Dermacentor
Genre
Synonymes
- Dermacentorites Olenev, 1931
- Amblyocentor Schultz, 1932
- Indocentor Schulze, 1933
- Puncticentor Schultze, 1933
- Anocentor Schulze, 1937
- Dermiomma Tonelli Rondelli, 1939
- Otocentor Cooley, 1939
- Conocentor Schulze, 1947
- Americentor Dias, 1963
- Kohlsiella Dias, 1963
- Olenevia Dias, 1963
- Serdjukovia Dias, 1963
- Asiacentor Filippova & Panova, 1974
- Dermacentonomma 
Travassos-Santos-Dias, 1978

Dermacentor est un genre de tiques de la famille des Ixodidae, susceptible de transmettre plusieurs maladies zoonotiques virales ou bactériennes (dont la maladie de Lyme).

## Description
Dans la forme adulte des deux sexes, le genre Dermacentor se distingue des autres genres de tiques ixodes par : une épine bifide sur le premier segment (coxa) de la patte 1 ; l'émail sur le bouclier dorsal (scutum) ; la présence des yeux ; un rostre court à base triangulaire,.
Dermacentor est présent en Eurasie, au Maghreb, et en Amérique du nord et centrale. Le genre comptait 26 espèces en 1985, et 34 en 2017.

## Importance médicale et vétérinaire
Le genre Dermacentor parasite habituellement les ongulés, avec localisation préférentielle sur la tête, et les petits mammifères (rongeurs, écureuils...). Ces tiques transmettent plusieurs maladies zoonotiques.

### Transmission de rickettsioses
Chez l'homme, il est le vecteur de la fièvre pourprée des montagnes Rocheuses dont l'agent est Rickettsia rickettsi. Les diverses espèces en cause sont Dermacentor andersoni, D. variabilis, en Amérique du nord ; D. nitens en Amérique centrale.
En Eurasie, il est le vecteur du typhus à tiques de Sibérie dont l'agent est Rickettsia sibirica. Les espèces en cause sont D. marginatus, D. reticulatus, D. nuttali, D. silvarum, ainsi que du TIBOLA (Tick Borne LymphAdenopathy) dont l'agent est Rickettsia slovaca.
De façon cosmopolite, des espèces du genre Dermacentor  sont vecteurs des Babesia spp. et de la fièvre Q dont l'agent est Coxiella burnetii, autrefois classé comme rickettsie.

### Transmission d'arboviroses
Dermacentor est un vecteur secondaire (par rapport à d'autres vecteurs principaux) des encéphalites à tiques dont l'agent est le virus de la méningo-encéphalite à tiques. Il s'agit de D. silvarum en Sibérie, de D. marginatus et D. reticulatus en Europe centrale.
D. andersoni transmet le virus de la fièvre à tiques du Colorado.
D. reticulatus peut transmettre celui de la fièvre hémorragique d'Omsk.

### Rôle toxique
La salive de tiques ixodes, adultes femelles, peut avoir un pouvoir toxique variable selon les individus et leur état de nutrition. Cette toxicité est due à des protéines paralysantes ou à action cardiovasculaire.
Dans le genre Dermacentor, il s'agit de D. andersoni responsable de troubles paralytiques chez les animaux domestiques (bovins, ovins, parfois chez des chiens et chats). Un nombre minimal de tiques femelles est nécessaire pour provoquer une paralysie (35 à 150 chez les bovins).
Problème vétérinaire important en Amérique du Nord, la paralysie ascendante à tiques reste rare chez les humains bien qu'ils soient beaucoup plus sensibles. D. andersoni et D. variabilis peuvent provoquer une paralysie ascendante d'évolution rapide, réversible en 24 heures si la tique est retirée à temps, mais parfois mortelle par arrêt respiratoire si ce n'est pas le cas,.

## Études
Des études récentes relatives à la surveillance et la prévalence de certaines espèces du genre Dermacentor montrent (comme pour d'autres espèces) un changement d'aire, probablement, au moins en lien avec le réchauffement climatique et certains changements écopaysagers.
Les tiques communiquent entre elles via des phéromones (odeurs). Une étude récente (2025) a examiné l’utilisation de « chiens de détection » pour repérer, via leur odorat, la présence de Dermacentor albipictus (une espèce d'Amérique du Nord, qui supporte bien le froid, notamment présente et en expansion dans le Yukon (sur les wapitis notamment) et en Alaska, dont les larves se nourrissent sur un large éventail d'hôtes mais « atteint des charges d'infestation élevées sur de grands ongulés comme l'orignal (Alces alces), l'élan (Cervus canadensis) et le caribou (Rangifer tardus). Dermacentor albipictus est connu pour infester des orignaux à des densités assez élevées pour conduire à l'anémie et même à la mort » ; leurs pullulations ont été reliées au déclin de la population d'orignaux dans le sud de leur aire de répartition).  Bien que plus coûteuse (formation du chien), la méthode, déjà testée pour la recherche d'autres animaux discrets (dont une punaise), avec un temps d'étude par zone alors souvent plus court et des taux de détection plus élevés que par les autres méthodes), s'est montré aussi efficace que les méthodes usuelles (telles que le dragage de végétation) pour repérer ces tiques, et ce dans des environnements variés ; mais un manque d'accord sur les sites positifs (tiques présentes) par rapport aux sites négatifs (tiques absentes) entre les deux méthodes montre qu'aucune des deux méthodes n'est particulièrement fiable pour détecter Dermacentor albipictus.
Lors des enquêtes épidémiologiques, les tiques peuvent se récolter par diverses méthodes, dont celle de simuler la présence d'un hôte en dégageant du CO2 (à partir de carboglace ou d'une bouteille de gaz carbonique) ; on peut aussi utiliser associer un autre attractif comme le 2,6-dichlorophénol (phéromone sexuelle).
De tels dispositifs peuvent attirer les larves de D. albipictus à plus de 3 mètres. L'attractif conduit à un piège qui retient les tiques (masse d'eau, ruban adhésif, etc.).

## Liste des espèces
Selon Guglielmone & al., 2010 :
- Dermacentor abaensis Teng, 1963
- Dermacentor albipictus (Packard, 1869)
- Dermacentor andersoni Stiles, 1908
- Dermacentor asper Arthur, 1960
- Dermacentor atrosignatus Neumann, 1906
- Dermacentor auratus Supino, 1897
- Dermacentor circumguttatus Neumann, 1897
- Dermacentor compactus Neumann, 1901
- Dermacentor confragus (Schulze, 1933)
- Dermacentor dispar Cooley, 1937
- Dermacentor dissimilis Cooley 1947
- Dermacentor everestianus Hirst, 1926
- Dermacentor halli McIntosh, 1931
- Dermacentor hunteri Bishopp, 1912
- Dermacentor imitans Warburton, 1933
- Dermacentor latus Cooley, 1937
- Dermacentor marginatus (Sulzer, 1776)
- Dermacentor montanus Filippova & Panova, 1974
- Dermacentor nitens Neumann, 1897
- Dermacentor niveus Neumann, 1897
- Dermacentor nuttalli Olenev, 1928
- Dermacentor occidentalis Marx, 1892
- Dermacentor parumapertus Neumann, 1901
- Dermacentor pavlovskyi Olenev, 1927
- Dermacentor pomerantzevi Serdjukova, 1951
- Dermacentor raskemensis Pomerantzev, 1946
- Dermacentor reticulatus (Fabricius, 1794) - Ixode réticulé
- Dermacentor rhinocerinus (Denny, 1843)
- Dermacentor silvarum Olenev, 1931
- Dermacentor sinicus Schulze, 1932
- Dermacentor steini (Schulze, 1933)
- Dermacentor taiwanensis Sugimoto, 1935
- Dermacentor ushakovae Filippova & Panova, 1987
- Dermacentor variabilis (Say, 1821)

## Publication originale
- C. L. Koch, 1844 : Systematische Übersicht über die Ordnung der Zecken. Archiv Für Naturgeschichte, Berlin, vol. 10, p. 217–239 (texte intégral).